# Foolish Fables
Foolish Fables (Fábulas Tolas, em português) é uma série de filmes de curta-metragem de animação produzidos por Walter Lantz Productions, de 1953 a 1955, e distribuídos pela Universal International. A série teve um total de somente 3 desenhos animados.

## Filmografia
| Ano  | # | Título em português | Título original        |
| ---- | - | ------------------- | ---------------------- |
| 1953 | 1 | O Rei dos Animais   | The Mouse and the Lion |
| 1953 | 2 | A Tartaruga Voadora | The Flying Turtle      |
| 1955 | 3 | Sh-h-h-h-h-h        | Sh-h-h-h-h-h           |